# Olivier Fric
Olivier Fric, né le 26 octobre 1958 à Suresnes, est un consultant en énergie, spécialisé dans le courtage en minerais, second époux d'Anne Lauvergeon, présidente du groupe Areva de 2001 à 2011. 

## Biographie

### Origines, études et vie privée
Fils d'un père professeur d'université et d'une mère femme au foyer, Olivier Fric rencontre Anne Lauvergeon pendant ses années de collège à Orléans. Ils habitent alors tous deux à Orléans-la-Source, une ville où, dans les années 1970, ils forment un couple après leurs études au lycée Voltaire. Tandis qu'Anne obtient une agrégation de physique à l’École normale supérieure, Olivier est admis à l’École supérieure des sciences économiques et commerciales (ESSEC). Puis Anne rompt, et Olivier se marie en Indonésie où il a une fille.
En 1995, Olivier Fric gère les investissements russes du Crédit agricole sur les boulevards parisiens, alors qu'Anne Lauvergeon quitte l’Élysée pour travailler à la banque Lazard. Ils se remettent alors en couple, puis ont deux enfants : Agathe née en 2000 et Armand en 2003, qui portent tous les deux le nom de famille de leur mère, Lauvergeon. Ils se marient en 2004.

### Carrière professionnelle
Il travaille dans le secteur de la banque puis du pétrole, avant de s'orienter vers l’ingénierie (énergie et matières premières). Il crée plusieurs sociétés, dont la plupart sont domiciliées en Suisse. Grâce à son carnet d'adresse, il monte plusieurs projets d'investissement en Afrique, en Russie et en Chine. Entre les années 1990 et 2000, Olivier Fric entre chez Elf Trading, une filiale qui vend la production du groupe en Europe de l'Est et en Russie (il parle d'ailleurs le russe), affecté à une petite unité de financiers. En 2000, Total acquiert Elf et Anne Lauvergon, est nommée au conseil d'administration, travaillant donc dans le même groupe qui emploie son mari. Il part en 2002 pour créer une société de conseil, Vigici, spécialisée dans les opérations financières liées à de petites sociétés pétrolières et minières, domiciliée à Lausanne. Il possède également des parts dans une société pétrolière australienne, Anzon.
Depuis le déclenchement de l'affaire Uramin, il a délaissé les secteurs de la finance et de l'énergie pour développer en Europe les activités d'une start-up américaine, Ingéniux.

### Affaires judiciaires

#### Affaire UraMin
Olivier Fric est présenté par les détracteurs de l'ex-patronne d'Areva comme l'homme-clé de l'affaire Uramin, la plus grosse offre publique d'achat d'Areva depuis sa fondation. Uramin est une société canadienne domiciliée aux Îles Vierges britanniques qui possède des mines et dont la valorisation boursière est multipliée par 5 pendant les six mois qui ont précédé l'OPA : de quelques centaines de millions de dollars fin décembre 2006, son prix s'est envolé, en juin 2007, à 2,5 milliard de dollars. L’acquisition tourne ensuite au désastre financier pour le groupe nucléaire. La valeur d’UraMin, acheté 2,5 milliards de dollars (près de 2 milliards d’euros), est ensuite divisée par cinq. 
L'affaire fait l’objet d’une enquête préliminaire du parquet national financier à la suite d’un signalement de la Cour des comptes, puis d'une information judiciaire contre X en mai 2015. Elle est instruite par les juges Renaud Van Ruymbeke, Charlotte Bilger et Claire Thépaut. 
L'absence d'étanchéité entre ses activités et celles de sa femme lui est par ailleurs reprochée. En 2006, il facilite ainsi le recrutement d'un nouveau directeur du développement pour les activités minière d'Areva, le banquier belge Daniel Wouters. Dès son arrivée, ce dernier planche sur l'achat d'Uramin. Plusieurs mails échangés avec lui et récupérés par les enquêteurs montrent qu'Olivier Fric le sollicitait pour associer Areva à des projets au Kazakhstan et en Mongolie ou encore pour recruter un contrôleur de gestion, cela en se prévalant du soutien de sa femme. Il se serait également immiscé dans des négociations internes à Areva.
Olivier Fric a été mis en examen pour délit d'initié et blanchiment au mois de mars 2016.
En 2022, à la suite de la condamnation à un redressement fiscal de sa femme, il se voit redressé pour les années 2005 à 2012, mari et femme déclarant leurs revenus en commun.

#### Compte non déclaré en Suisse
Le parquet national financier confirme que Tracfin lui a signalé le compte en Suisse, non déclaré au fisc, d'Olivier Fric.

#### Plainte pour espionnage
Olivier Fric a porté plainte pour espionnage et violation de la vie privée contre Sébastien de Montessus, ancien directeur des mines d'Areva limogé par Anne Lauvergeon, et Mario Bréro, dirigeant d'Alp Service, un cabinet d'intelligence économique, qui ont diligenté en 2011 une enquête sur ses activités. Le tribunal correctionnel de Paris n'a retenu aucune charge contre Sébastien de Montessus, et reconnu que la société Alp Service était coupable de violation et de recel de secret professionnel, en la dispensant de peine.